# Darren Clarke
Darren Christopher Clarke (født 14. august 1968 i Dungannon, Nordirland) er en nordirsk golfspiller, der (pr. september 2010) står noteret for 20 sejre gennem sin professionelle karriere. Hans bedste resultat i en Major-turnering er en 2. plads, som han opnåede ved British Open i 1997.
Clarke har hele 5 gange, i 1997, 1999, 2002, 2004 og 2006, repræsenteret det europæiske hold ved Ryder Cup. Fire af de fem gange er det endt med sejr.